# Marc Eulerich
Marc Eulerich (* 1981 in Hagen) ist ein deutscher Ökonom und Professor für Betriebswirtschaftslehre (BWL). Er ist Inhaber des Lehrstuhls für Interne Revision an der Mercator School of Management der Universität Duisburg-Essen (Campus Duisburg).

## Leben
Nach seinem Abitur an der Hildegardis-Schule in Hagen studierte Marc Eulerich von 2001 bis 2005 Wirtschafts- und Sozialwissenschaften an der Universität Dortmund. Seine empirische Diplomarbeit zum Thema „Die Auswirkungen der neuen Baseler Eigenkapitalverordnung (Basel II) auf kleine und mittlere Unternehmen“ wurde 2005 mit dem Förderpreis der Gesellschaft für Controlling e.V. für die beste Diplomarbeit ausgezeichnet. Des Weiteren erhielt Eulerich für diese Arbeit den ThyssenKrupp Award for Excellence im Jahr 2006.
Von 2005 bis 2008 arbeitete Eulerich als wissenschaftlicher Mitarbeiter bei seinem späteren Doktorvater Martin Welge in der Professor Welge & Company GmbH & Co. KG in den Bereichen Strategie und Controlling.
Von 2006 bis 2008 war Eulerich als externer Doktorand am Lehrstuhl für Unternehmensführung aktiv und beschäftigte sich mit dem Themengebiet strategisches Controlling von M&A. Von 2009 bis 2011 war Eulerich nach seiner Promotion wissenschaftlicher Assistent am selbigen Lehrstuhl.
Von 2011 bis 2016 besetzte Eulerich den Stiftungslehrstuhl des Deutschen Instituts für Interne Revision (DIIR) „Interne Revision und Corporate Governance“ an der Universität Duisburg-Essen. Seit 2016 den Lehrstuhl für Interne Revision. Dieser wurde im August 2017 Teil des „Internal Auditing Education Partnership“ (IAEP) Programms des Institutes of Internal Auditors (IIA). Universitäten, die in das IAEP Programm aufgenommen werden, bieten den Studierenden die Möglichkeit, sich während ihres Studiums im Bereich der Internen Revision zu spezialisieren und Kurse zu diesem Themenkomplex zu absolvieren. Prof. Eulerich hat zudem das Examen zum CIA abgelegt.
Marc Eulerich hat zahlreiche Artikel und Bücher in nationalen und internationalen Zeitschriften publiziert. So zum Beispiel in Contemporary accounting research, zfbf, der bfup, dem International Journal of Auditing, dem Managerial Journal of Auditing, AJPT, Accounting Horizons oder dem Journal of Information Systems. Er ist unter anderem Mitglied der American Accounting Association, der European Accounting Association und des VHB.
Längere Forschungsaufenthalte waren an der University of Tennessee in Knoxville bei Prof. Joseph V. Carcello und der BYU in Provo, Utah, bei Prof. David A. Wood.
Marc Eulerich hat im Rahmen seiner Veröffentlichungen mit zahlreichen Ko-Autoren zusammengearbeitet. Zum Beispiel mit Nicole V. S. Ratzinger-Sakel, Annette G. Köhler, Patrick Velte oder Martin K. Welge.
Er ist zudem Mitglied im wissenschaftlichen Beirat des Deutschen Instituts für Interne Revision (DIIR) und des Bundesverbands Deutscher Stiftungen.
Seine Forschung brachte ihm eine Position im Wirtschaftswoche-Ranking der deutschsprachigen BWL-Professoren unter 40 Jahre ein.
Seit 2022 ist er Dekan der Mercator School of Management an der Universität Duisburg-Essen.

## Sport
Marc Eulerich spielte in unterschiedlichen Vereinen in Hagen Basketball. Mit dem VFK Hagen 09 wurde er als Co-Trainer von Kosta Filippou Deutscher Meister im Seniorenbereich der Herren über 35 Jahre. Mit dieser Mannschaft spielte selber im Ligabetrieb. Er spielte mehrere Jahre u. a. mit Oliver Herkelmann, Ingo Freyer, Arnd Neuhaus, Adam Fiedler, Ralf Risse, Kosta Filippou, Nils Longerich und Holm Feyerabend.
Nach seinem Wechsel zum SV Haspe 70 konnte er im Jahr 2022 als Spieler ebenfalls die Deutsche Meisterschaft, diesmal in der Altersklasse über 40 Jahre gewinnen. Auch in diesem Team waren ehemalige Profibasketballer, wie Bernd Kruel, Robin Gieseck, Benjamin Rust oder Nils Longerich.

## Politik
Im März 2021 sollte Marc Eulerich als Direktkandidat der CDU im Bundestagswahlkreis Hagen – Ennepe-Ruhr-Kreis I zur Bundestagswahl 2021 nominiert werden. Eulerich war der einzige verbliebene Kandidat seiner Partei für das Mandat. Einen Monat nach der Bekanntgabe zog er seine Kandidatur aus beruflichen Gründen zurück.

## Forschungsschwerpunkte
Die Forschungsgebiete von Eulerich umfassen die folgenden Themengebiete:
- Interne Revision (Management Training Ground, Serving Two Masters, Drei-Linien-Modell des IIA, Combined Assurance, Mehrwert der Revision, Internationalisierung der Revisionsabteilungen, Best Practices und viele weitere Themen)
- Corporate Governance (Vorstand und Aufsichtsrat, Kontrollmechanismen, Risikomanagement und Compliance, IKS, Diversity, Investoren, mitbestimmter Aufsichtsrat etc.)
- Digitalisierung (Robotic Process Automation, Machine Learning, Artificial Intelligence, Process Mining)
- Strategisches Management (Strategieentwicklung, Strategiekontrolle, Strategieprozesse)
- Mergers & Acquisitions (Strategische Planung, Due Diligence, Integration)
- Stiftungsverbundene Unternehmen (Governance, Performance, Best Practices)
- Familienunternehmen[2]